# Dario Campos
Dario Campos OFM (ur. 9 czerwca 1948 w Castelo) – brazylijski duchowny rzymskokatolicki, w latach 2018–2024 arcybiskup Vitórii.

## Życiorys

### Prezbiterat
Święcenia kapłańskie przyjął 8 grudnia 1977 w zakonie franciszkańskim. Był m.in. mistrzem nowicjatu (1984-1987), dyrektorem Kolegium św. Antoniego w Belo Horizonte (1987-1995), a także ministrem prowincji Santa Cruz w Belo Horizonte (1995-2000).

### Episkopat
5 lipca 2000 papież Jan Paweł II mianował go biskupem koadiutorem Araçuaí. Sakry biskupiej udzielił mu 26 września tegoż roku ówczesny arcybiskup Belo Horizonte, kard. Serafim Fernandes de Araújo. 8 sierpnia 2001 przejął rządy w diecezji.
23 czerwca 2004 został przeniesiony na stolicę biskupią w Leopoldinie, zaś 27 kwietnia 2011 otrzymał nominację na biskupa Cachoeiro de Itapemirim.
7 listopada 2018 papież Franciszek mianował go arcybiskupem metropolitą Vitórii. 30 grudnia 2024 ten sam papież przyjął jego rezygnację z pełnionego urzędu.